# 海爾斯市鎮
海爾斯市鎮（丹麥語：Halsnæs Kommune）是丹麥的一個市鎮，位於西蘭島東北部，西臨羅斯基勒灣，東臨阿勒湖，屬首都大区。面積121.19平方公里，2009年人口31,013人。行政中心为腓特烈斯韋克。
2007年1月1日由原腓特烈斯韋克和洪訥斯泰茲合併而成。